# Amor
|  | Per a altres significats, vegeu «Amor (desambiguació)». |

El caràcter xinès tradicional per a l'amor (愛) consisteix en una suma dels símbols del cor (al mig) dins d'«acceptació», «sentiment», o «percepció», que mostren una gran emoció

L'amor és un gran afecte per altres persones, objectes o éssers. Segons la intensitat i l'objectiu del sentiment, es distingeix amor d'amics o amistat, amor filial, maternal o qualsevol que es doni entre membres de la mateixa família, amor de parella, amor per les coses, llocs, animals..., amor per una idea, sovint dins de termes amb el sufix grec -fília.
L'amor de parella és el més important històricament, en què es barreja l'estimació, el sexe i altres sentiments. És un dels grans temes de la literatura. La caracterització d'aquest amor pot ser amor platònic o idealitzant, amor cortès, propi de l'edat mitjana, amor romàntic, amor passional, amor conjugal, enaltit pel catolicisme, pel protestantisme i per la majoria de religions organitzades.
Els símbols més freqüents d'aquest amor han estat el cor i l'anell. L'enamorament i la seducció acostumen a ser les fases preliminars de l'amor de parella, fases que estan associades químicament a les feromones.

## Perspectives sobre l'amor

### Perspectiva popular

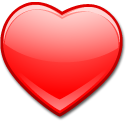
El cor és una representació molt comuna de l'amor

Habitualment s'associa el terme amb l'amor romàntic, una relació passional entre dues persones amb una influència molt important en les seves relacions interpersonals i sexuals mútues. Tanmateix, s'aplica també a altres relacions diferents, tals com l'amor platònic o l'amor familiar, i també, en un sentit més ampli, es parla d'amor per Déu, la humanitat, la natura, l'art o la bellesa, la qual cosa se sol associar amb l'empatia i altres capacitats. Segons Gottfried Leibniz, «estimar és trobar en la felicitat d'un altre la teva pròpia felicitat». En la majoria dels casos significa un gran afecte per una cosa que ocasiona felicitat o plaer a qui estima. Sobretot en el món occidental sol ser contrastat, evitat o contrarestat per l'odi, el menyspreu o l'egoisme. Segons diverses opinions, l'amor no és privatiu del gènere humà, sinó que inclou també tots aquells éssers que puguin desenvolupar nexes emocionals amb altres, com, per exemple, animals com els micos, els dofins, els gossos, els elefants, etc. Hi ha, fins i tot, els qui pensen, amb criteris encara no científics, que les plantes creixen millor si reben amor.
En l'ésser humà, a diferència de l'amor dels animals, i sota una concepció actual fonamentalment occidental i seglar, l'amor es considera un sentiment real. En els casos més comuns és el resultat d'una emoció basada en l'atracció i l'admiració d'un subjecte per un altre, que pot ser o no correspost. Això intensifica les relacions interpersonals entre un subjecte i un altre que, partint de la seva pròpia insuficiència, desitja la trobada i unió amb aquell que ha jutjat el seu complement per a la seva existència.
En alguns casos, l'amor pot ser interpretat com a fruit d'un dur treball, esforç i perícia per construir i desenvolupar un objectiu, sentint plenitud i felicitat en veure's aconseguit el que s'ha anhelat i treballat durant molt de temps. Aquest tipus d'amor és el que pot sentir un pare per un fill quan el veu ja crescut i capaç d'afrontar la vida amb plena maduresa, imitant al pare en aquelles coses que li ha transmès per saviesa pràctica. En aquest cas, l'amor es dirigeix als principis que han fonamentat la feina i han guiat l'esforç, i és la corroboració que les creences per les quals s'ha lluitat han tingut la seva recompensa. Es diferencia radicalment aquest sentiment de l'amor incondicional, normalment professat per la mare, que va dirigit únicament al seu fill o filla, independentment de qualsevol principi.

### Perspectiva espiritual

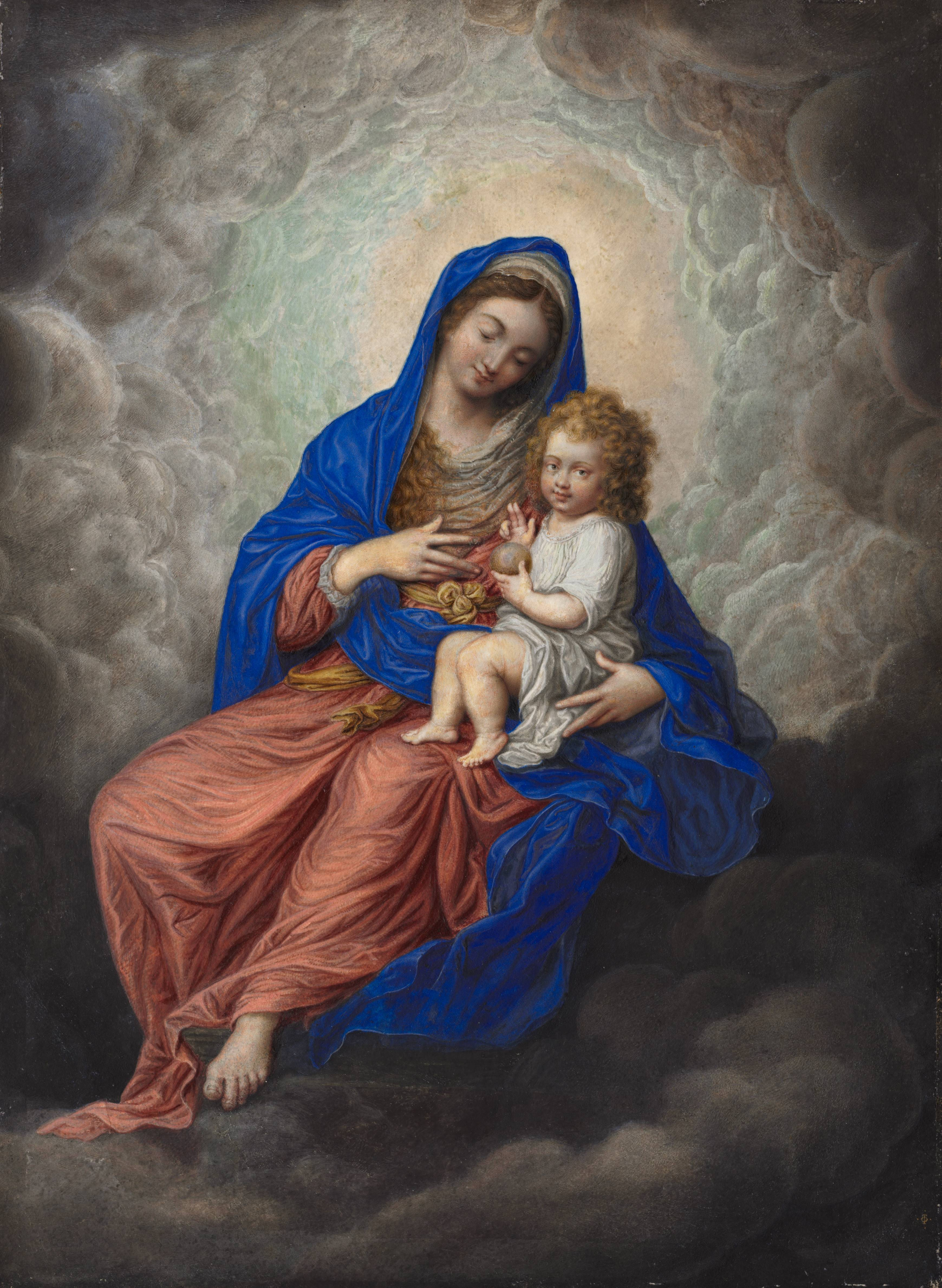
La Mare de Déu i el seu fill, d'Isaac Oliver (1617). Hi apareixen representats amb trets europeus i amb l'aurèola de sants

En la cultura religiosa monoteista, l'amor sol esmentar-se i ser recolzat per Déu, com és el cas de l'islam, el judaisme i el cristianisme. En la Bíblia (especialment en el Nou Testament) es presenta una definició de l'amor segons la cultura de l'època i segons la concepció de l'amor espiritual, diferent del mateix amor terrenal:
| «                   | L'amor és sofert, és benigne; l'amor no té enveja, l'amor no és jactanciós, no s'envaneix; no fa res indegut, no busca el que és seu, no s'irrita, no guarda rancor; no gaudeix de la injustícia, sinó de la veritat. Tot ho pateix, tot ho creu, tot ho espera, tot ho suporta. | » |
| — 1 Corintis 13:4-7 | |   |

En la Primera epístola de Joan, capítol 4, 4:8, es diu: «El que no estima, no ha conegut Déu; perquè Déu és amor».

Des del punt de vista del budisme, l'amor és un estat de puresa espiritual al qual els éssers humans poden arribar mitjançant l'alliberament de les anomenades emocions pertorbadores (desig i afecció, odi i ira, ignorància, orgull, enveja), inherents al món material o samsara. Mitjançant la compassió i el desinterès del món material, pot augmentar gradualment la capacitat de funcionament de tots els txakres, incloent-hi el txakra del cor, de tal manera que és possible estimar conscientment i eliminar el sofriment associat a l'amor fins a assolir l'anomenat estat d'il·luminació, en el qual hi ha un amor incondicional per a tots els éssers sentits i no sentits, equiparable al que, per exemple, pot sentir una mare pel seu fill en el moment del naixement. Segons aquest corrent de pensament, l'amor manté unides totes les coses, i la nostra consciència «crea» el mateix univers. Per al budisme, totes les religions són vàlides si es basen en l'amor i la compassió.
Així doncs, la filosofia oriental presenta una altra aproximació a l'amor espiritual, diferent de l'occidental: el patiment en si mateix no és el que ens fa virtuosos, sinó que és un mitjà per assolir la virtut, de tal manera que apropar-se a la il·luminació implica el cessament gradual del sofriment i l'augment del goig (inclòs l'amor espiritual). Igual que en el cristianisme, el sofriment és una catarsi (o via d'expiació) que ens condueix a l'estat il·luminat (o a Déu).

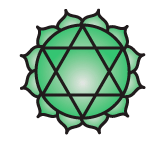
Quart txakra, o txakra del cor

Tanmateix, per a la concepció oriental, preocupar-se per aconseguir un objectiu constituiria un mode de patiment addicional (l'afecció i la ignorància), de manera que hauríem de limitar el nostre patiment a no preocupar-nos pel mateix patiment, inclòs el desig d'aconseguir metes, sinònim també de l'amor terrenal. En paraules d'Osho:
| «                            | L'amor és una cosa fàcil, l'odi és una cosa fàcil, però tu tries. Dius: "Només estimaré, no odiaré". Així tot es torna difícil. Així ni tan sols pots estimar! Inspirar és fàcil, espirar és fàcil. Però tu tries. Dius: "Només inspiraré, no espiraré". D'aquesta manera tot es torna difícil. La ment pot dir: "Per a què espirar? La respiració és vida. Simple aritmètica: inspira, no expulsa l'aire; estaràs cada vegada més viu. Acumularàs més vida. Tindràs grans reserves de vida. Inspira solament, no espires perquè espirar és morir". […] L'amor és inspirar, l'odi espirar. Què fer aleshores? La vida és fàcil si no decideixes, perquè llavors saps que inspirar i espirar no són dues coses oposades; són dues parts d'un mateix procés. I aquestes dues parts són orgàniques, no es poden dividir. I si no espires ...? La lògica s'equivoca. No viuràs; senzillament, et moriràs immediatament. | » |
| — Osho, El llibre del no-res | |   |

### Perspectiva psicològica
Després de les investigacions efectuades sobre l'amor, Robert J. Sternberg va proposar la teoria triangular de l'amor:
1. La intimitat, entesa com aquells sentiments dins d'una relació que promouen l'acostament, el vincle i la connexió.
2. La passió, com a estat d'intens desig d'unió amb l'altre, com a expressió de desitjos i necessitats.
3. La decisió o compromís, la decisió d'estimar una altra persona i el compromís per mantenir aquest amor.

Aquests tres components es poden relacionar entre si formant diferents formes d'amor: intimitat + passió, passió + compromís, intimitat + compromís, etc.
Per Erich Fromm l'amor és un art i, com a tal, una acció voluntària que s'emprèn i s'aprèn, no una passió que s'imposa contra la voluntat de qui ho viu. L'amor és, així, decisió, elecció i actitud. Segons Fromm, la majoria de la gent identifica l'amor amb una sensació de plaer. Ell considera en canvi, que és un art, i que en conseqüència, requereix esforç i coneixement. Des del seu punt de vista, la majoria de la gent cau en l'error que no hi ha res a aprendre sobre l'amor, motivats, entre altres coses, per considerar que el principal objectiu és ser estimat i no estimar, de manera que arriben a valorar aspectes superficials com l'èxit, el poder o l'atractiu, que causen confusió durant l'etapa inicial del pretès enamorament, però que deixen de ser influents quan les persones deixen de ser desconegudes i es perd la màgica del misteri inicial. Així, doncs, recomana procedir davant l'amor de la mateixa manera que ho faríem per aprendre qualsevol altre art, com la música, la pintura, la fusteria o la medicina. I distingeix, com en tot procés d'aprenentatge, dues parts, una de teòrica i una altra de pràctica.
L'amor és un estat mental orgànic que creix o decreix depenent de com es retroalimenti aquest sentiment en la relació dels que componen el nucli amorós. La retroalimentació depèn de factors tals com el comportament de la persona estimada, els seus atributs involuntaris o les necessitats particulars de la persona que estima (desig sexual, necessitat de companyia, voluntat inconscient d'ascensió social, aspiració constant de completesa, etc.).
Existeixen polaritzacions extremes de la ment manifestant un amor desmesurat sense pensar en els límits d'un mateix i, fins i tot, pot arribar a posar en perill la seva pròpia existència o la de l'altra persona, per estar experimentant un estat polaritzat d'obsessió. En aquest cas, el que estima, desitja i anhela el bé i la felicitat de l'ésser estimat, ho fa per sobre de totes les coses. Donar sense rebre a canvi, sacrificar i anteposar les necessitats del ésser estimat per damunt de les d'un mateix, sense que un ho consideri com sacrifici sinó com a oportunitat per prodigar el sentiment, sol considerar-se una avantsala del desequilibri emocional, ja que la persona objecte de la nostra obsessió no té per què respondre tal com ho havíem premeditat; pot no agrair el nostre esforç i exigir-ne encara més. No obstant això, alguns confonen aquesta polarització extrema amb amor «vertader» o «sa», i exigeixen de l'altra persona el mateix comportament, podent manifestar la frustració extrema i, com a sortida a aquesta frustració, violència. Pels resultats evidents en les notícies diàriament, observem una creixent tendència a la violència masclista de gènere, en la qual els psicòlegs actuals apunten a aquesta patologia d'obsessió polaritzada com a principal desencadenant d'aquests conflictes.

### Perspectiva filosòfica
Empèdocles creia que tot el cosmos estava regit per forces d'atracció o amor i de repulsió, per tant les persones se sentien atretes igual que qualsevol altre cos (influí a Freud en la teoria de les pulsions d'Eros i Tànatos). Per a Plató l'amor era una manera d'arribar al coneixement, ja que les persones buscaven la bellesa com a record de la idea suprema que la seva ànima recordava i gràcies a la passió a les coses belles anava ascendint. Els cristians medievals creien que l'amor era la manifestació a la terra de l'Esperit Sant, que impulsava les persones a buscar el bé.
Si l'actitud de l'amor ha de formar part, en algun moment, de les descripcions que segueixen les pautes de la ciència experimental, caldrà definir-la de manera que pugui ser observada i quantificada amb certa precisió. Baruch de Spinoza va establir-ne una definició que pot enquadrar en els requeriments de les ciències humanes i socials. Va escriure al respecte: «El que imagina allò que estima afectat d'alegria o tristesa, també serà afectat d'alegria o tristesa, i l'un i l'altre d'aquests afectes seran majors o menors en l'amant, segons l'un i l'altre siguin majors o menors a la cosa estimada».
La definició de Spinoza, respecte al fet que l'actitud de l'amor implica compartir alegries i tristeses d'altres persones, no difereix essencialment de la definició bíblica de l'amor, ja que el manament suggereix «compartir les alegries i tristeses dels altres com si fossin pròpies», en «estimaràs al teu proïsme com a tu mateix».
No sols aquesta definició es refereix a aspectes observables i contrastables amb la realitat, sinó que també presenta aspectes quantificables, ja que indica que en major o menor mesura seran compartits els afectes, mentre major o menor siguin l'alegria o la tristesa associada a la persona estimada.
De la definició esmentada s'extreuen algunes conclusions immediates, com són els sentiments que sorgeixen per un tercer. Spinoza escriu: «Si imaginem que algú afecta d'alegria la cosa que estimem, serem afectats d'amor per ella. Si imaginem, al contrari, que l'afecta de tristesa, serem, per contra, afectats també d'odi contra ella».
S'observa, en aquesta expressió, que l'odi apareix com una actitud oposada a l'amor, com una tendència a intercanviar (respecte del tercer esmentat) els papers de tristesa i alegria com afectes compartits.

### Perspectiva biològica

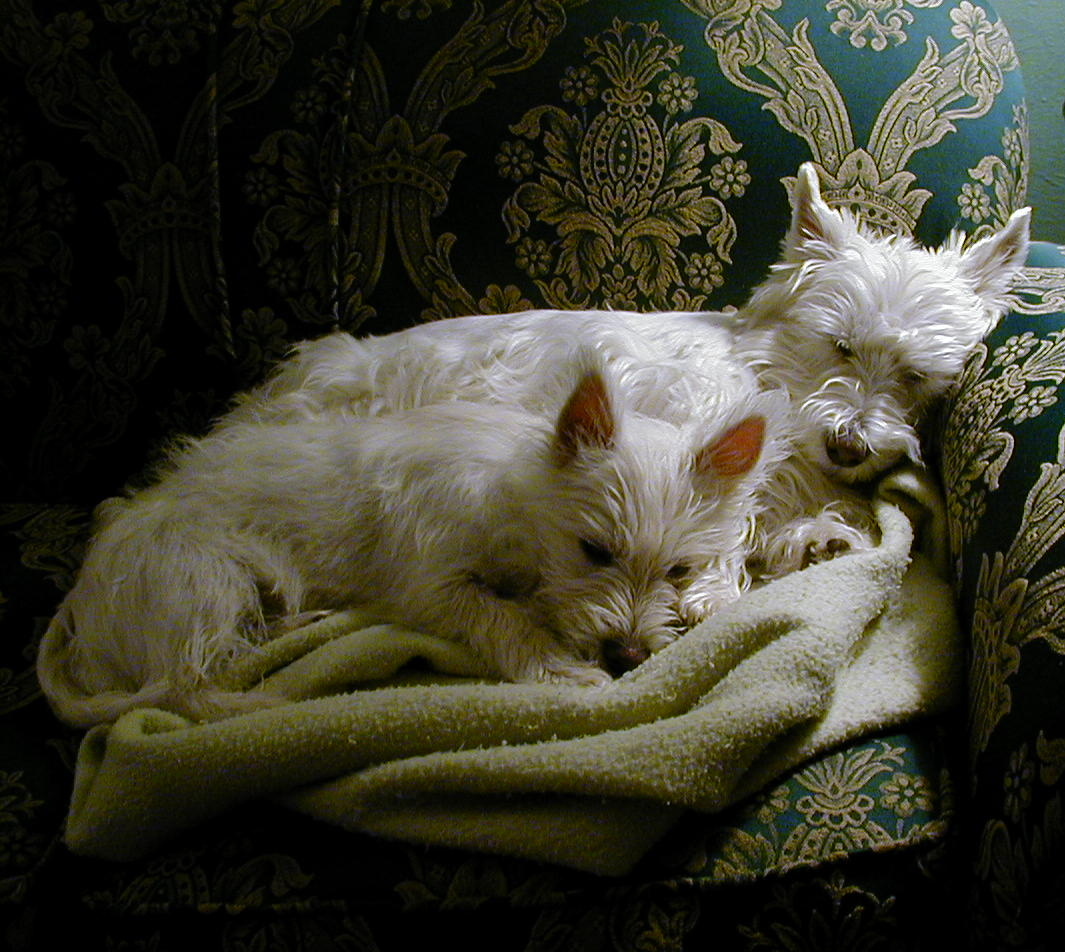
Cadells

El concepte d'amor no és una noció tècnica en biologia sinó un concepte del llenguatge ordinari que és polisèmic (té molts significats), per la qual cosa resulta difícil explicar-lo en termes biològics. Tanmateix, des del punt de vista de la biologia, el que a vegades es diu amor sembla un mitjà per a la supervivència dels individus i de l'espècie. Si la supervivència és el fi biològic més important, és lògic que l'espècie humana li confereixi a l'amor un sentit molt elevat i transcendent (la qual cosa contribueix a la supervivència).
Tanmateix, en la majoria de les espècies animals semblen haver-hi expressions del que s'anomena «amor» que no estan directament relacionades amb la supervivència. Les relacions físiques amb individus del mateix sexe (equivalents a l'homosexualitat en l'ésser humà) i les relacions sexuals per plaer, per exemple, no són exclusives de l'espècie humana; s'observen comportaments altruistes per part d'individus d'una espècie pels d'altres espècies (les relacions mil·lenàries entre l'ésser humà i el gos en són un exemple). Alguns biòlegs tracten d'explicar aquests comportaments en termes de cooperació per a la supervivència o de conductes excepcionals poc significatives. A partir dels anys 90, alguns psiquiatres, antropòlegs i biòlegs (com Donatella Marazziti o Helen Fisher) han trobat correlacions importants entre els nivells d'hormones com la serotonina, la dopamina i l'oxitocina i els estats amorosos (atracció sexual, enamorament i amor estable).
La neurobiologia està avançant una definició tripartida de l'amor, en què es diferenciarien tres processos cerebrals diferents, però interconnectats, i cada un d'ells regulat hormonalment:
- L'impuls sexual indiscriminat o grau d'excitació sexual per a la recerca de parella, regulat per la testosterona i detectable neurològicament en el còrtex anterior; de breu durada.

- L'atracció sexual selectiva, passió amorosa o enamorament; regulada per la dopamina en els circuits cerebrals del plaer; particularment prolongat davant altres espècies (fins a 18 mesos).

- L'afecte o afecció, llaç afectiu de llarga durada que permet la continuïtat del vincle entre la parella, regulat per l'oxitocina i la vasopressina, que també afecten el circuit cerebral del plaer; la seva durada és indeterminada (es pot prolongar tota la vida).

L'equilibri dels tres processos controla la biologia reproductiva de moltes altres espècies, per la qual cosa es creu que el seu origen evolutiu és comú. L'etologia interpreta que l'amor humà evolucionà a partir del ritual d'aparellament o seguici dels mamífers (desplegament d'energia, persecució obsessiva i protecció possessiva de la parella i agressivitat envers els potencials rivals).

### Perspectiva històrica i cultural

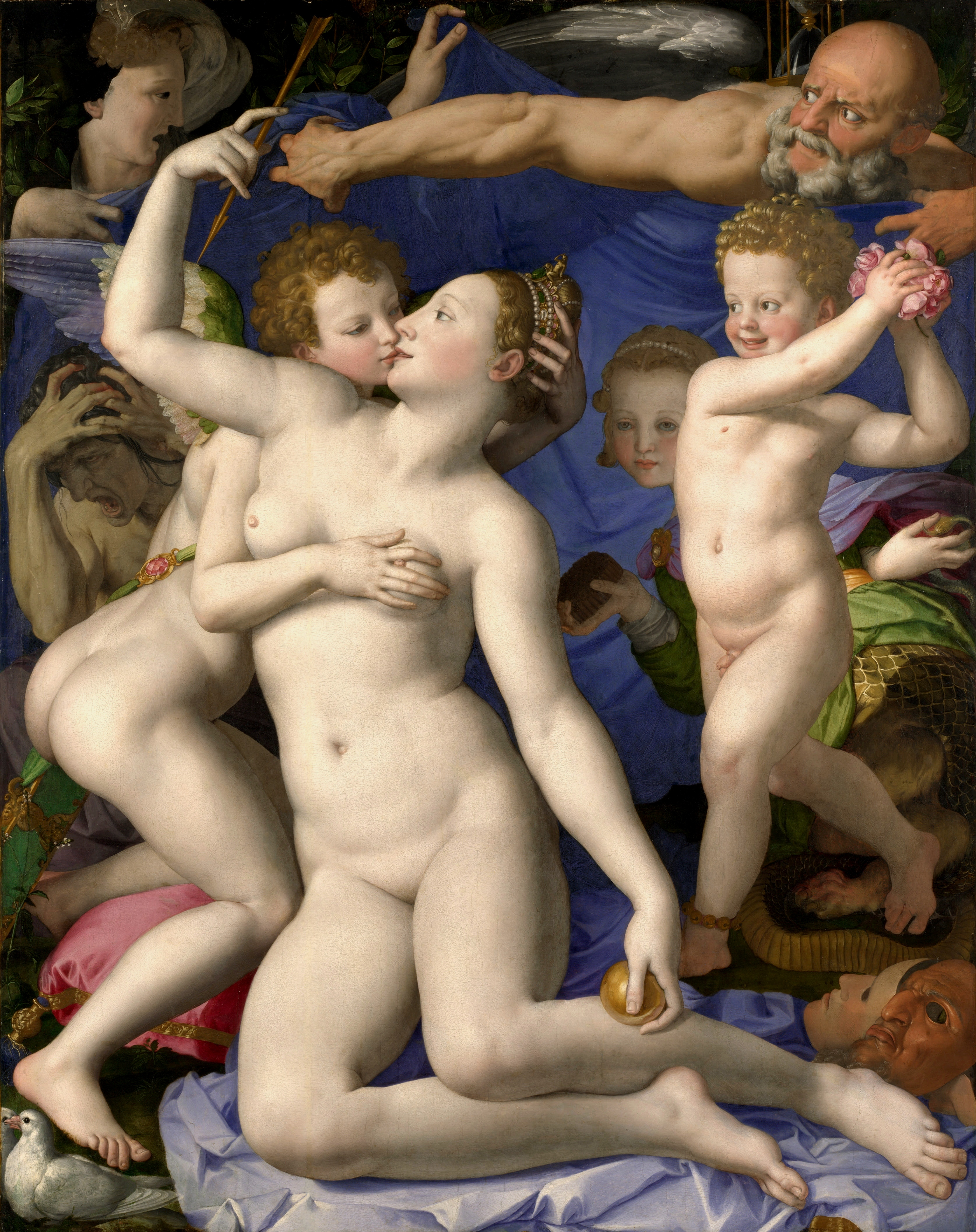
Agnolo Bronzino, Al·legoria del triomf de Venus, cap 1540-1545. Londres, The National Gallery. L'amor representat pels dos déus acompanyats per la «gelosia» (centre-esquerra), l'«engany» (centre-dreta), la «niciesa» (a dalt a l'esquerra) i el «temps» (dalt a la dreta)

Si bé l'amor està fundat en capacitats i necessitats biològiques així com el plaer sexual i l'instint de reproducció, també té una història cultural. A vegades s'atribueix la seva invenció a alguna tradició particular (al sufisme, als trobadors, al cristianisme, al moviment romàntic, etc.), però els vestigis arqueològics de totes les civilitzacions confirmen l'existència d'afecte pels familiars, la parella, els nens, els coetanis, entre d'altres, per la qual cosa les interpretacions que postulen que l'amor en general és una construcció cultural específica no semblen fundades.
Des del punt de vista cultural, l'amor sexual s'ha manifestat històricament tant per les persones del sexe oposat com per aquelles del mateix sexe. Per als grecs i durant el Renaixement, els ideals de bellesa eren encarnats en particular per la dona i pels adolescents de sexe masculí.
Les parelles desgraciades és un dels temes recurrents en la cultura i les arts, representant aquells amors que no tenen un final feliç per l'oposició externa o el destí.

#### L'amor en la mitologia
La majoria de cultures creu que l'amor és una força còsmica que atreu les persones com els astres o els cossos s'atreuen. Aquesta força es troba relacionada amb un déu de l'amor. El més famós fou Eros, amb les seves fletxes, però altres mitologies tenen com a divinitat amorosa Oshun (els africans), Xochipilli (els asteques), Erzuli (de la mitologia caribenya) i Aonghus o Ixtar (celta).

Esquema simplificat de les principals bases químiques de l'amor

En la mitologia grega, eren tres els sexes: el masculí era en un principi descendent del sol; el femení, de la terra; i el que participava en ambdós, de la lluna. I precisament, com la lluna, eren circulars ells mateixos i la seva manera d'avançar. Eren, doncs, terribles per la seva força i el seu vigor, i tenien gran arrogància, fins al punt que atempten contra els déus. Llavors Zeus i els altres déus van deliberar; es trobaven davant un dilema, ja que ni podien matar ni fer desaparèixer la seva espècie, fulminant-los amb el raig com als gegants —perquè aleshores desapareixerien els honors i sacrificis que els humans els tributen—, ni permetre que seguissin sent altius.
Després de molt de pensar, per fi Zeus va tenir una idea i va dir: «Em sembla que tinc un estratagema perquè continuï havent-hi humans i deixin de ser insolents, en fer-los més febles. Ara mateix, en efecte —va continuar— els tallaré en dos cada un, i així seran alhora més dèbils i més útils per a nosaltres, en haver augmentat de nombre». Així doncs, una vegada que la naturalesa d'aquest ésser va quedar tallada en dos, cada part trobava a faltar la seva meitat, i es reunia amb ella, s'envoltaven amb els braços, s'abracen l'una a l'altra, anhelant ser una de sola per natura. Des de fa tant de temps, doncs, l'amor dels uns als altres és innat en les persones i aglutinador de l'antiga natura, i tracta de fer un sol individu de dos. Així doncs, quan es topen amb aquella veritable meitat d'ells mateixos, senten un meravellós impacte d'amistat, d'afinitat i d'amor, de manera que no estan disposats a separar-se.

#### L'amor en l'edat mitjana
L'amor és una construcció cultural i no ha estat interpretat sempre com en l'actualitat. Cada període històric ha desenvolupat una concepció diferent de l'amor i dels vincles que han d'existir o no entre el matrimoni, l'amor i el sexe.
Tot i que no podem atorgar la invenció de l'amor a la literatura del segle xii amb la mateixa fermesa que ho fa Denis de Rougemont (1906-1985), és en la baixa edat mitjana quan es reinventa la seva definició. La imatge de l'amor en l'edat mitjana està fortament condicionada per les novel·les de cavalleries i la poesia trobadoresca. Tot i que en les novel·les apareixien trames amoroses i l'amor esdevé un tema important de les obres medievals, no n'era l'argument principal. En canvi, el tema preferit per la poesia provençal sí que era plasmar en versos la bellesa i virtuts de les dames i amants, que els portava a cantar sobre l'amor, però no com una experiència sentimental personal. Val a dir que el dinamisme propi de l'amor comporta un ús dispar del tema per a cada autor o autora i cada obra.
Però com es vivia l'amor en l'edat mitjana? La visió medieval de l'amor queda determinada, en un primer moment, per la imatge religiosa negativa de la dona i el sentiment de pecat que impregna tot el que tingui a veure amb ella. No obstant això, cap al segle xi es desenvolupa una mutació, conferint un enorme refinament i importància a l'amor entre home i dona: és el conegut com a amor cortès (fin'amors, en occità), que es donarà en ambients aristocràtics. La dona es converteix per a l'amant en un ésser inaccessible, com la culminació de tota mena de valors del gènere femení. Tot i això, l'estatus real de la dona en l'edat mitjana no es corresponia amb l'elevació de la dama de la poesia de l'amor cortès.
Aquest tipus d'amor dins de la cort és, a més, com una mena d'adulteri platònic i profà, ja que segons la concepció de l'època aquest sentiment era una cosa totalment aliena al matrimoni i, fins i tot, negatiu en el cas que existís. L'amor, que defineix la passió i l'instint, era sempre extramatrimonial. Aquesta nova concepció mística pren, a més, una forma similar a la relació de vassallatge que rendeix un servent al seu senyor. D'aquesta manera, l'enamorat presta jurament d'amor a la dama a la qual presta les seves atencions i mostres de cortesia. Entre d'altres, destaquen les novel·les de Chrétien de Troyes, Tristany i Isolda o els lais de Marie de France.
També cal esmentar el tractat De amore, escrit al nord-est de França vers el 1184 per un tal Andreu el Capellà. El llibre defineix també una sèrie de regles i conductes necessàries per identificar el veritable amor. Forma part de les seves característiques el fet que el cavaller professi la seva total devoció a una sola dona i que a aquesta mostri absoluta lleialtat amb obres i sacrificis. Aquest amor cortès, al qual abans ens referíem, té lloc tan sols entre persones nobles i no passa mai dins del matrimoni. En paraules de Capellà, «l'amor és una passió innata que naix de la visió de la bellesa de l'altre sexe i de la seva excessiva obsessió, que duu a desitjar, per damunt de tot, la possessió de l'abraçada de l'altre, i així realitzar de comú acord tots els preceptes de l'amor». La filosofia de l'amor cortès es correspon amb l'imaginari de la lleialtat feudal que situa l'estimada en el lloc del senyor enfront del vassall i sovint també en el lloc del creient davant la seva fe.
D'altra banda, val a dir que l'amor en l'edat mitjana era considerat pels metges de l'època com una malaltia, com un patiment físic, i així ho demostren els diferents tractats mèdics. En un text anomenat Questiones super Viaticum (1250), Pedro Hispano, teòleg i metge, descriu les característiques de certa malaltia anomenada amor hereos, aegritudo amoris, és a dir, 'la malaltia de l'amor'. En aquest sentit, diu Lacarra que «el aegritudo amoris, és a dir, l'amor no correspost, esdevenia una patologia en ocasionar un desequilibri humoral que produïa alteracions somàtiques (…) pertorbacions psicològiques o afectives associades a la follia». L'amor hereos s'ha d'entendre «en el sentit de senyorial, no pas perquè tan sols afecti els senyors, sinó perquè senyoreja sotmetent l'ànima i exercint el seu poder sobre el cos de l'ésser humà», tal com va escriure Arnau de Vilanova (1240-1311) en el seu Tractatus de amore heroico. Com els altres tractats mèdics, el Tractatus de amore heroico descriu l'amor com un estat patològic amb efectes psicològics i físics. Arnau de Vilanova el considera un símptoma, i no una malaltia, però el matís no té excessiva importància conceptual perquè ell també defineix l'amor, n'explica les causes que el produeixen, els símptomes que desencadena i també el tractament que s'ha d'aplicar per a la guarició del mal.
En definitiva, més que d'autèntic amor, ens trobem davant d'un tipus de comportament derivat pel desenvolupament cultural del període. L'amor i l'afecte tenien poc a veure amb el matrimoni. Encara que posteriorment donarà lloc a produccions tan belles i elevades com el Roman de la Rose del segle xiii (Guillaume de Lorris i Jean de Meung), poc tindrà a veure amb els veritables sentiments dels humans de l'època.
Aquest sentiment respon a un ideal romàntic d'un món que està en mutació, un món que ha obert les fronteres, que indubtablement s'ha fet més complex no sols en la vida econòmica, sinó també en els aspectes intel·lectuals i artístics. La ciutat irromp amb nous ritmes i nous valors. L'ésser humà s'alça orgullós de la seva humanitat, se sap senyor de la terra i copartícip de l'obra de la creació. Aquest nou humà li canta a l'amor, a l'amor diví i l'amor mundà. Però aquest amor no és real, és tan sols un ideal i, per tant, la dona, objecte d'aquests sentiments, també és un ideal.

### Altres perspectives
Filosòficament, se sol pensar que l'amor és l'únic sentiment per al qual no existeix un sentiment de polaritat, com és el cas dels altres sentiments (p. ex. calma - desassossec).

#### Perspectiva materialista
Des d'un punt de vista merament materialista, l'amor és considerat com un conjunt de comportaments i actituds involuntàries i desinteressades que es manifesten en éssers capaços de desenvolupar intel·ligència emocional o emocionalitat. Cal ressaltar l'ús actual de la paraula amor per designar tant el sentiment com el mateix acte sexual, mitjançant l'expressió fer l'amor. Fins a mitjans del segle xx, aquesta expressió estava reservada per al galanteig.
Actualment hi ha un altre corrent de pensament sobre què és l'amor. Segons alguns estudis realitzats per neuròlegs i científics americans «l'amor no es registra com un sentiment tal com ho fa l'odi o l'alegria, sinó com una necessitat, és a dir, es presenta de manera molt similar al cervell a com ho fa la fam», torna llavors a la definició antiga que l'amor és una necessitat humana.

## Manifestacions de l'amor

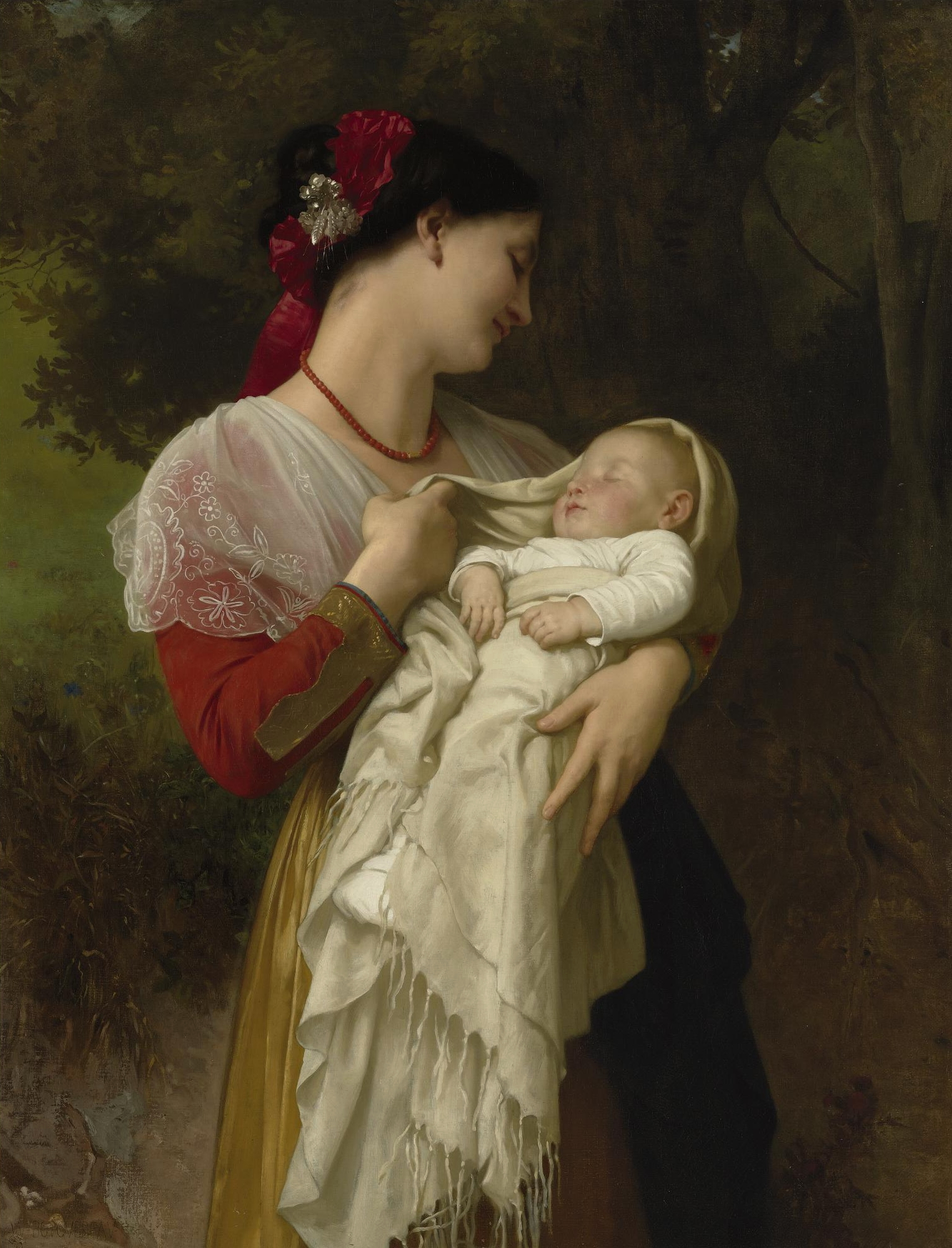
Amor maternal (quadre de William-Adolphe Bouguereau, 1869)

En les relacions de la persona amb el medi, l'amor pot presentar una o més d'una de les manifestacions següents:
- Amor autopersonal. L'autoestima o amor propi és l'amor per un mateix. És positiu per al desenvolupament personal i indispensable per a les bones relacions interpersonals. Es basa en l'acceptació de les virtuts i defectes propis i la percepció d'aquests en la seva justa mesura. No s'ha de confondre amb el narcisisme, que comporta egocentrisme i que sol existir com a conseqüència d'una autoestima baixa.[17] Vulgarment és malinterpretat amb freqüència el concepte d'autoestima en referir-se al narcisisme patològic com «autoestima massa alta» o «massa amor propi». L'autoestima és el requisit necessari perquè existeixi amor real en qualsevol de les seves manifestacions.[17]
- Amor filial: entre pares i fills (i, per extensió, entre ancestres i descendents). Específicament l'amor maternal, o amor de mare a fill o filla, per tradició, es considera motivat per un fort instint que el fa especialment intens. No obstant això, també hi ha qui qüestiona l'existència d'aquest instint.[18]
- Amor fraternal: en un sentit estricte, és l'afecte entre germans, tot i que s'estén a altres parents exceptuats els pares i adults. Neix d'un sentiment profund de gratitud i reconeixement a la família, per emocions que apunten a la convivència, la col·laboració i la identificació de cada subjecte dins d'una estructura de parentiu. El mateix que l'amor filial, i des del punt de vista de la psicoanàlisi, el fraternal és sublimat, ja que està fundat en la interdicció de l'incest.
- Amistat. Proper a l'amor fraternal, és un sentiment que neix de la necessitat dels éssers humans de socialitzar. L'amor al proïsme neix al seu torn de l'ús de la facultat de la ment d'empatitzar i tolerar, i constitueix l'abstracció de l'amistat. Per a Erich Fromm, aquest amor al proïsme equival a l'amor fraternal i a l'amor predicat en la Bíblia mitjançant la frase «Estimaràs el proïsme com a tu mateix».[19]

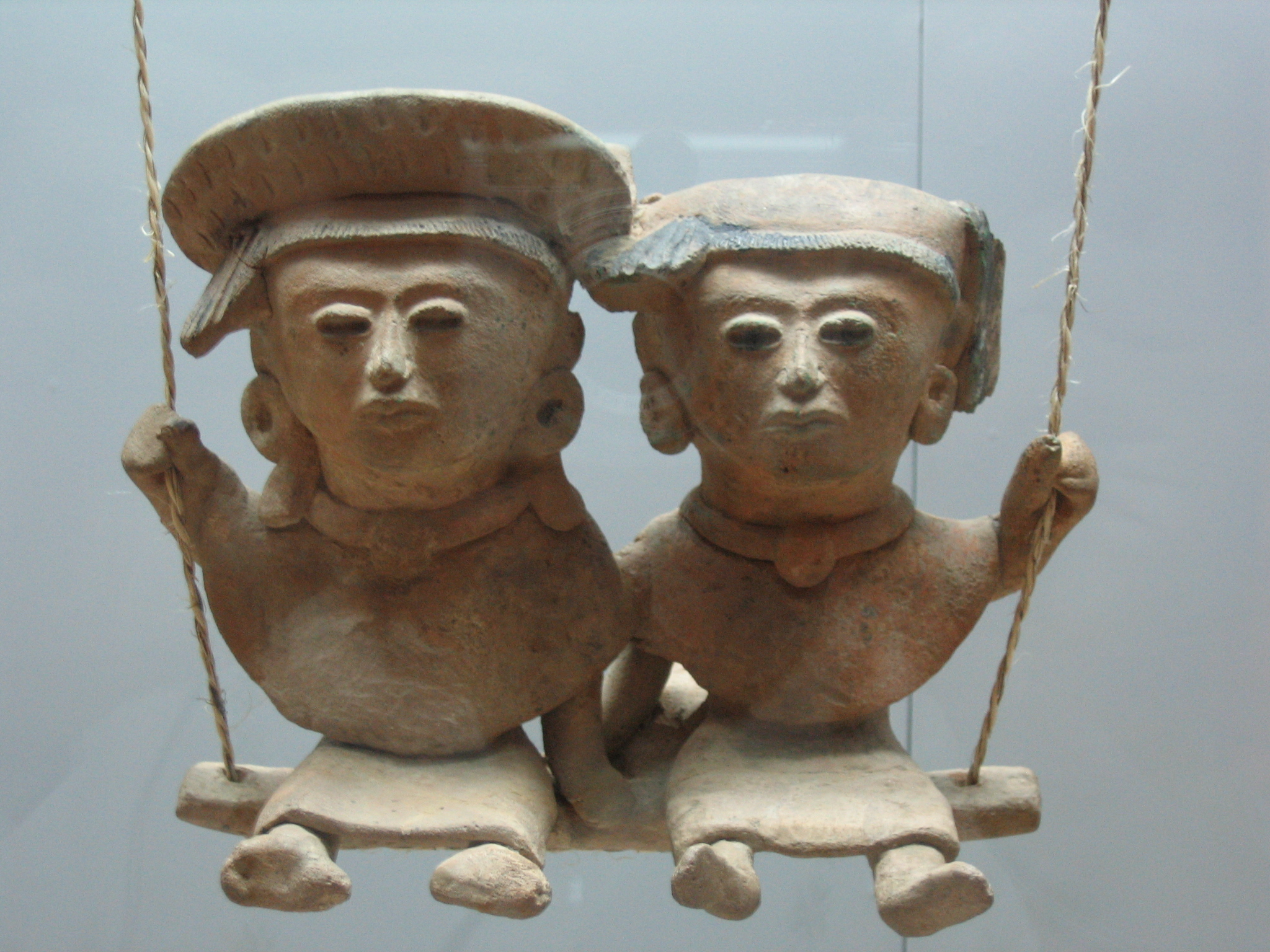
Amor fratern (figuretes ameríndies de fang, 250-900 dC). Pobles indígenes del Centre de Veracruz. Museu d'Antropologia de Xalapa, Mèxic

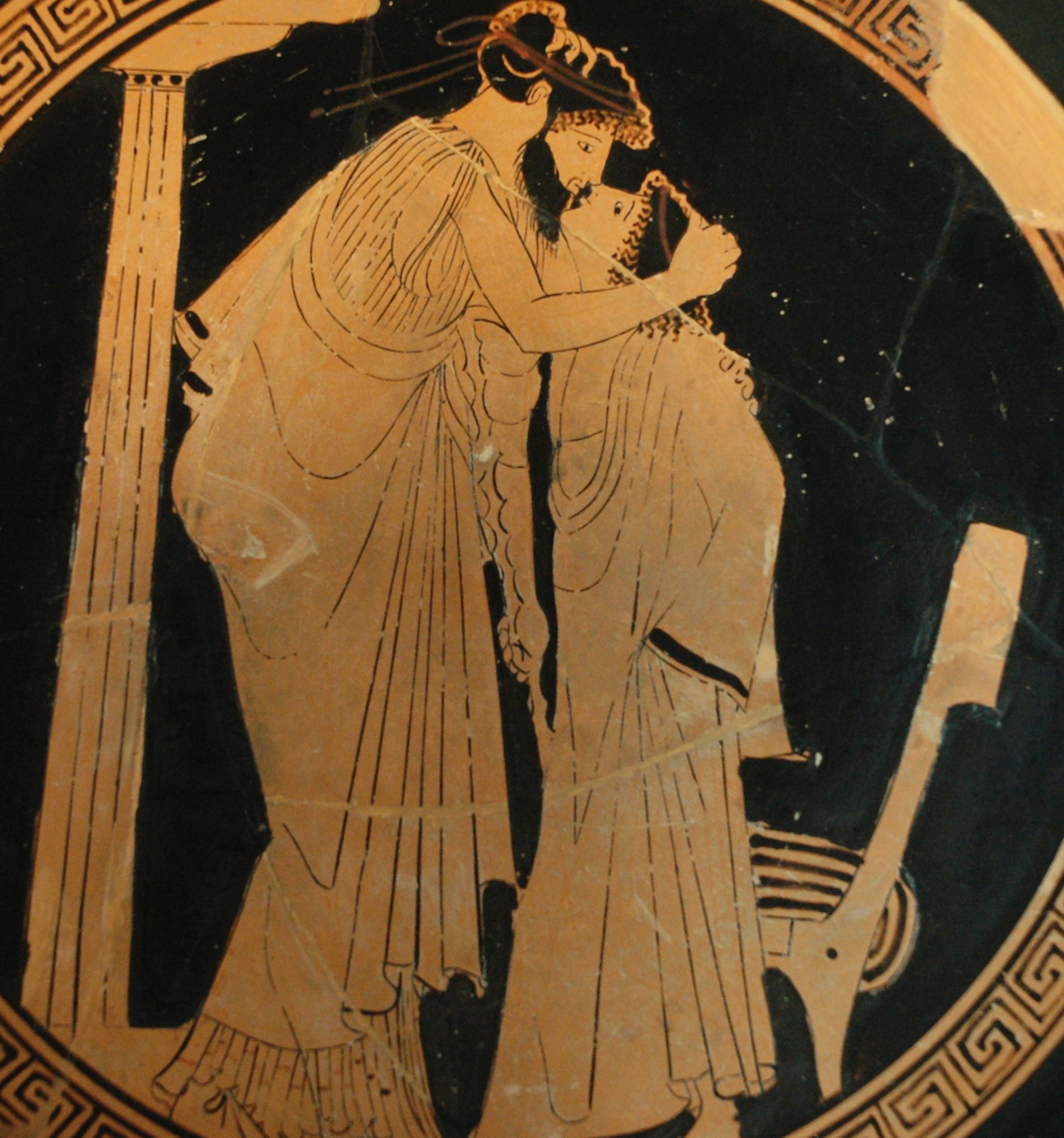
Representació de l'amor (erastés i erómenos,)

- Amor romàntic: neix amb l'expectativa que un ésser humà proper ompli a un de satisfacció i felicitat existencial. Aquest sentiment idealitza en un cert grau la persona objecte d'aquesta expectativa, definida en la psique.

- Amor confluent: amor entre persones capaç d'establir relacions de parella, definit a mitjans del segle xx. Apareix per oposició a l'amor romàntic: no ha de ser únic, no ha de ser per sempre, no suposa un lliurament incondicional, etc.[20]

- Amor sexual: inclou l'amor romàntic i l'amor confluent. El desig sexual es considera una manifestació de l'amor només si neix de l'autoestima.

- Amor platònic. Amb propietat, és un concepte filosòfic que consisteix en una elevació de la manifestació d'una idea fins a la contemplació d'aquesta, que varia des de l'aparença de la bellesa fins al coneixement pur i desinteressat de la seva essència. Per a Plató, el veritable amor és el que neix de la saviesa, és a dir, del coneixement.[21] Vulgarment, es coneix com una forma d'amor en què no hi ha un element sexual o aquest es dona de manera mental, imaginativa o idealista, i no de manera física.

- Amor als animals: neix d'un sentiment protector.

- Amor cap quelcom abstracte o inanimat: un objecte físic, una idea, una meta, a la pàtria (patriotisme), al lloc de naixement, l'honor, a la independència (integritat). Es pot considerar amor platònic en el seu sentit filosòfic.

- Amor per un déu o una deïtat (devoció): sol néixer en l'educació rebuda des de la infància. Considera Déu com la font de tot amor i es basa en la fe. En la majoria dels casos, es considera que després de la mort, Déu premiaria d'alguna manera les persones que la corresponent religió considera virtuoses.

- Amor universal: el qual totes les persones poden arribar a sentir pel medi natural i que els grans místics experimenten com a nirvana, èxtasi o il·luminació; és la manifestació sublim en la qual, segons el cristianisme o el budisme, s'eclipsen o conflueixen la resta de manifestacions. Eckhart Tolle sosté que l'amor, com a estat continu, encara és molt rar i escàs, tan escàs com un ésser humà conscient.[22]

Alguns idiomes, com el grec antic, distingeixen entre els diferents sentits de l'amor millor que les llengües romàniques. Per exemple, en grec antic hi ha les paraules fília, eros, àgape i storge, les quals signifiquen amor entre amics, amor romàntic o sexual, amor incondicional i amor afectiu o familiar respectivament, o en llatí cupiditas, corresponent al grec eros (desig sexual) i caritas, corresponent al grec àgape (empatia, altruisme). No obstant això, tant en grec com en molts altres idiomes, històricament ha resultat molt difícil separar els significats d'aquestes paraules totalment, per la qual cosa és possible trobar la paraula àgape (amor incondicional) sent utilitzada amb el mateix significat que eros (amor sexual o romàntic).

## Amor no correspost
L'amor no correspost és el sentiment amorós no recíproc que experimenta una persona vers una altra que no comparteix els mateixos desitjos. Això pot generar una gran frustració, estats d'ànim depressius i baixa autoestima. De vegades, fins i tot, pot donar lloc al suïcidi.

## Veritable amor
El concepte equivocat d'amor pot generar confusió i decepció, pel fet que mentre una persona li dona un significat l'altra li pot donar un altre completament diferent, aquesta decepció es pot evitar si la gent se'n posa d'acord amb el significat veritable; quan algunes persones esmenten la paraula amor sovint es refereixen a conceptes com:
Admiració, respecte, desig, amistat, recerca de seguretat física o psicològica, instint de possessió per alimentar la vanitat, recerca de company per satisfer el desig paternal o maternal, etc.
I hi ha qui fins i tot confon amor amb la bugada, per exemple, hi ha gent que diu que estima molt el seu cònjuge perquè li planxa i li neteja la roba; molts autors coincideixen a definir l'amor com una absència total d'expectatives compensatòries; donar sense esperar res a canvi, perquè si es tenen expectatives es converteix en una transacció comercial: si nosaltres en estimar exigim a canvi ser correspostos, servitud, o tenir dret a posseir la persona estimada com si fos un objecte de la nostra propietat, realment no estimem l'altra persona, el que fem és intercanviar un suposat amor per futures compensacions, amb el mateix afany de lucre amb què es pacten les transaccions en qualsevol contracte mercantil.
Per posar-ne un exemple es podria esmentar el cas de les mares, elles volen els fills o filles sense esperar res a canvi.